# Fepime
Fepime Catalunya, Federació d'Empresaris de la Petita i Mitjana Empresa de Catalunya, és la patronal que representa les micro, petites i mitjanes empreses de Catalunya.
Fundada l'any 2000, Fepime representa, de manera directa i indirecta, vora 400 organitzacions territorials i sectorials.
Fepime defensa la pime catalana com a motor del creixement econòmic i social de Catalunya, l'eix mediterrani, l'estat Espanyol i Europa. Treballa perquè el marc polític i econòmic afavoreixi el desenvolupament de les pimes, que representen la pràctica totalitat del teixit empresarial català i donen feina a tres quartes parts dels treballadors a Catalunya.
Cada 3 anys, Fepime realitza el Congrés de la Micro, Petita i Mitjana empresa de Catalunya, que actualment compta amb 3 celebracions.